# 1971
Évszázadok: 19. század – 20. század – 21. század
Évtizedek: 1920-as évek – 1930-as évek – 1940-es évek – 1950-es évek – 1960-as évek – 1970-es évek – 1980-as évek – 1990-es évek – 2000-es évek – 2010-es évek – 2020-as évek
Évek: 1966 – 1967 – 1968 – 1969 –  1970 – 1971 – 1972 – 1973 – 1974 – 1975 – 1976

## Események
- január 1. – Az Amerikai Egyesült Államokban betiltják a cigaretta reklámozását a televíziós adásokban.
- január 18. – Münchenben megalakul a Német Népi Unió.
- január 23. – Jugoszláviában a dinárt 16,7%-kal leértékelik.[1]
- február 5. – Életének 79. évében – szovjet száműzetésben – meghal Rákosi Mátyás, a Magyar Dolgozók Pártja korábbi első titkára.[2]
- február 6. – Alan Shepard egy golflabdát ütött el a Holdon.
- február 11. – A nagyhatalmak aláírják a tengerfenék atommentesítését célzó szerződést.
- február 15. – Decimal Day: Az Egyesült Királyság és Írország bevezeti a tízes alapú számrendszert az angol font, illetve az ír font váltópénzeire.
- február 16. – Rákosi Mátyás temetése Budapesten, szűk családi körben.[2]
- február 23. – A Magyar Szocialista Munkáspárt Politikai Bizottsága (MSZMP PB) tudomásul veszi Biszku Béla jelentését Rákosi gyászszertartásának előkészítéséről és lebonyolításáról. (Az előterjesztés szerint a temetés „minden bonyodalom nélkül” zajlott le.)[2]
- március 15. – Feloszlatott spontán megemlékezés a Petőfi-szobornál Budapesten. (A megemlékezés eredményeként megkezdődnek a bírósági felelősségre vonások. Ekkor ítélik egy év fegyházra Katona Kálmán későbbi közlekedési és hírközlési minisztert.)[3]
- március 19. – Jugoszláv együttműködési szerződés az EGK-val.[4]
- március 26. – Kelet-Pakisztán Banglades néven független állammá alakul.[5]
- április 7. – Jugoszlávia stockholmi nagykövetségén két horvát nacionalista, Miro Barešić és Anđelko Brajović rálő Vladimir Rolović nagykövetre. (Rolović nyolc nappal később, 15-én belehalt sérüléseibe.)[6]
- május 3. – Erich Honeckert nevezik ki a Németország Szocialista Egységpártja (NSZEP) Központi Bizottságának első titkárává. (1976-tól főtitkár.)[7]
- május 25. – A Balatoni Úttörőváros hivatalos átadása. (Kádár János – a Nemzetközi Gyermeknapon – avatta fel Közép-Európa legnagyobb úttörőtáborát.)
- május 25–29. – Prágában lezajlik – a mintegy félmillió tag kizárása után 1 200 000 főt számláló – Csehszlovákia Kommunista Pártja (CSKP) XIV. kongresszusa, ahol lezárják a „párt és a társadalom történetének legválságosabb szakaszát”, és elfogadják a „sokoldalúan fejlett szocialista társadalom” építésének programját.[8]
- június 30. – Újabb decentralizált alkotmánymódosítás Jugoszláviában.[9]
- július 4. – A Horvát Kommunisták Szövetsége Központi Bizottsági (HKSZ KB) ülésén Tito elítéli a horvát nacionalizmust, amely szerinte az ország fő problémájává vált. (Az egy héttel későbbi horvát pártkonferencia jó néhány nacionalistát kizár a HKSZ-ből.)[10]
- július 6. – Kínai és észak-koreai hatásra Nicolae Ceauşescu új kultúrpolitikát hirdet meg.[11]
- július 30. – Jugoszláviában Džemal Bijedić alakít kormányt.[12]
- augusztus 15. – Az Egyesült Államok elnöke, Richard Nixon felfüggeszti a dollár aranyra való szabad átválthatóságát.
- augusztus 27–szeptember 30. – Budapesten rendezik meg a Vadászati Világkiállítást.[13]
- szeptember 2. – Az Egyesült Arab Köztársaság felveszi az Egyiptomi Arab Köztársaság nevet.[14]
- szeptember 3. – 
  - Berlinról szóló négyhatalmi szerződést írnak alá, amely biztosítja a közlekedést az NSZK és Nyugat-Berlin között.[15]
  - Katar aláírja a barátsági és együttműködési szerződést Nagy-Britanniával.
- szeptember 22–25. – Brezsnyev belgrádi látogatása során cáfolja a Brezsnyev-doktrína létezését, elismeri Jugoszlávia függetlenségét.[16]
- szeptember 28. – A Vatikán és a magyar kormány közötti megállapodás értelmében Mindszenty József hercegprímás amnesztiában részesül, és elhagyja Magyarországot.[17]
- október 1. – A holland Joseph Luns foglalja el a NATO főtitkári széket.[18]
- október 5–6. – Manlio Brosio korábbi NATO–főtitkárt jelölik ki, hogy folytasson előzetes megbeszéléseket a szovjet kormánnyal és más érdekelt országok kormányaival a kölcsönös és kiegyensúlyozott haderőcsökkentésről.[18]
- október 7–8. – A csehszlovák szövetségi gyűlés törvényt fogad el az 5. ötéves tervről, továbbá a nyugdíjak és a gyermekgondozási segélyek emeléséről.[19]
- október 12–16. – A perszepoliszi parti. (Mohammad Reza Pahlavi iráni sah pazar ünnepségsorozata a perszepoliszi romvárosnál, a Perzsa Birodalom létrejöttének 2500. évfordulóján.)
- november 23. – A Kínai Népköztársaságot (Tajvan helyett) az ENSZ Biztonsági Tanácsának állandó tagjává választják.
- november 26–27. – A csehszlovák képviselő-testületi választásokon ismét csaknem „100%-os” a részvételi arány.[20]
- december 2. –  Az Egyesült Arab Emírségek elnyeri függetlenségét Nagy-Britanniától. (Ez a nap azóta az állam nemzeti ünnepe.)
- december 2–3. – Konzervatív–rendpárti fordulat Jugoszláviában a karađorđevói plénumon.
- december 4. – India csatlakozik Kelet-Pakisztán Nyugat-Pakisztán ellen vívott függetlenségi háborújához.
- december 12–13. – Lemondanak a horvát vezetők, majd tisztogatás kezdődik a köztársaságban.
- december 16. – Az Indiával szembekerülő nyugat-pakisztáni hadsereg megadja magát.[21]

Határozatlan dátumú események
- november vége–december közepe – horvát egyetemisták sztrájkja. (Tüntetések Zágrábban (november 22.–december 14.), lényegében Horvátország szerepének növeléséért.)[22]
- december – az Opel szériagyártásba hozza az Opel Rekord D szériát.

## Az év témái

### 1971 az irodalomban
- V.S. Naipaul In a Free State című, három összefüggő kisregényből álló kötete nyeri el a Booker-díjat
- Somlyó György – A mesék második könyve (versek), Szépirodalmi

### 1971 a sportban
- Jackie Stewart (Tyrrell) nyeri a Formula–1-es világbajnokságot.
- A Újpesti Dózsa nyeri az NB1-et. Ez a klub 12. bajnoki címe.

### 1971 a tudományban
- február 2. – Fellövik a második NATO távközlési műholdat a Kennedy Űrközpontból.[18]
- február 5. – Az Apollo–14 űrhajó Alan Shepard és Edgar Mitchell űrhajósokkal leszáll a Holdra.
- április 19. – Föld körüli pályára állítják az első űrállomást, a szovjet Szaljut–1-et.[23]
- május 30. – Az amerikai Mariner–9 űrszonda sikeres földi indítása.[24]
- június 30. – Georgij Dobrovolszkij, Vlagyiszlav Volkov és Viktor Pacajev szovjet űrhajós a Szojuz–11 leszállásakor életüket vesztik, miután három hét alatt berepülték a Szaljut–1 űrállomást.[23]
- július 31. – Az Apollo–15 holdkompja a Holdra viszi az első holdautót. (Az első út 28 km-es.)[23]
- augusztus 14–20. – stanfordi börtönkísérlet
- szeptember 2. – A szovjet Luna–18 automatikus holdszonda indítása. (Szeptember 17-én becsapódik a Hold-felszínébe.)[24]
- szeptember 14. – A Lunohod–1 utolsó rádióadását sugározza.
- szeptember 28. – A szovjet Luna–19 harmadik generációs szovjet űrszonda sikeres fellövése. (Panorámafotók, gravitációs, mágneses, gamma- és kozmikus sugárzási méréseket hajt végre 1972. október 1-ig.)[24]
- október 28. – Az ausztráliai (Woomerából Black Arrow hordozórakétával felbocsátják a Prospero X–3 műholdat. (Ez az első, teljes egészében brit űrkísérlet.)[25]
- november 14. – Az amerikai Mariner–9 a Mars első mesterséges holdja lesz. (A startra május 30-án került sor.)[25]
- november 15. – Megjelenik az Intel első 4 bites mikroprocesszora, az Intel 4004, 740 Khz-es órajellel.
- november 27. – Megérkezik a Marshoz a Marsz–2.
- december 2. – A szovjet Marsz–3 műszertartálya elsőként simán leszáll a Marsra, de elhallgat. (A startra május 30-án került sor.)[25]
- december 27. – A szovjet Koszmosz hordozórakéta juttatja Föld körüli pályára a franciák ionoszférakutató műholdját az Aureola–1-et.[25]

### 1971 a vasúti közlekedésben
- december 31. – Megszűnik a forgalom a Kaba–Nádudvar-vasútvonalon, illetve a Kisújszállás–Dévaványa–Gyoma-vasútvonalnak a Kisújszállás és Dévaványa közötti szakaszán.

### 1971 a zenében
- április 6.: megalakul a Locomotiv GT (LGT) zenekar.
- augusztus 1. – Hangverseny Bangladesért
- John Deacon felvételével kialakul a Queen végleges felállása.

#### Fontosabb magyar nagylemezek
- Bergendy-együttes: I-II.
- Illés: Human Rights
- Koós János: Gulliver és a hat törpe
- Koncz Zsuzsa: Kis virág
- Zalatnay Sarolta: Zalatnay
- Locomotiv GT: Locomotiv GT
- Neoton: Bolond város

#### Fontosabb külföldi nagylemezek
- Black Sabbath: Master of Reality
- Bee Gees: Trafalgar
- Billy Joel: Cold Spring Harbor
- Carole King: Tapestry / Music
- Cher: Chér
- Deep Purple: Fireball
- Frank Sinatra: Sinatra & Company
- The Beach Boys: Surf’s Up
- The Jackson 5: Maybe Tomorrow
- The Carpenters: Carpenters
- The Doors: L.A. Woman
- Emerson, Lake & Palmer: Tarkus
- Elvis Presley. Elvis Country (I'm 10,000 Years Old) / Love Letters from Elvis / Elvis Sings The Wonderful World of Christmas
- Genesis: Nursery Cryme
- Fleetwood Mac: Future Games
- Kim Carnes: Rest on Me
- Ike & Tina Turner: 'Nuff Said
- REO Speedwagon: R.E.O. Speedwagon
- Ricchi e Poveri: Amici miei
- Supertramp: Indelibly Stamped
- Janis Joplin: Pearl
- Jethro Tull: Aqualung
- John Lennon: Imagine
- Led Zeppelin: Led Zeppelin IV
- Pink Floyd: Meddle
- The Rolling Stones: Sticky Fingers
- The Who: Who’s Next
- David Bowie: Hunky Dory
- Paul McCartney: Ram

## Születések

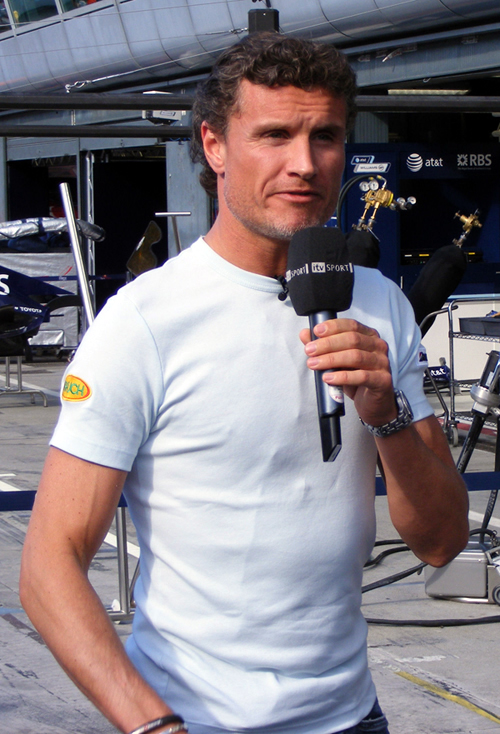
David Coulthard

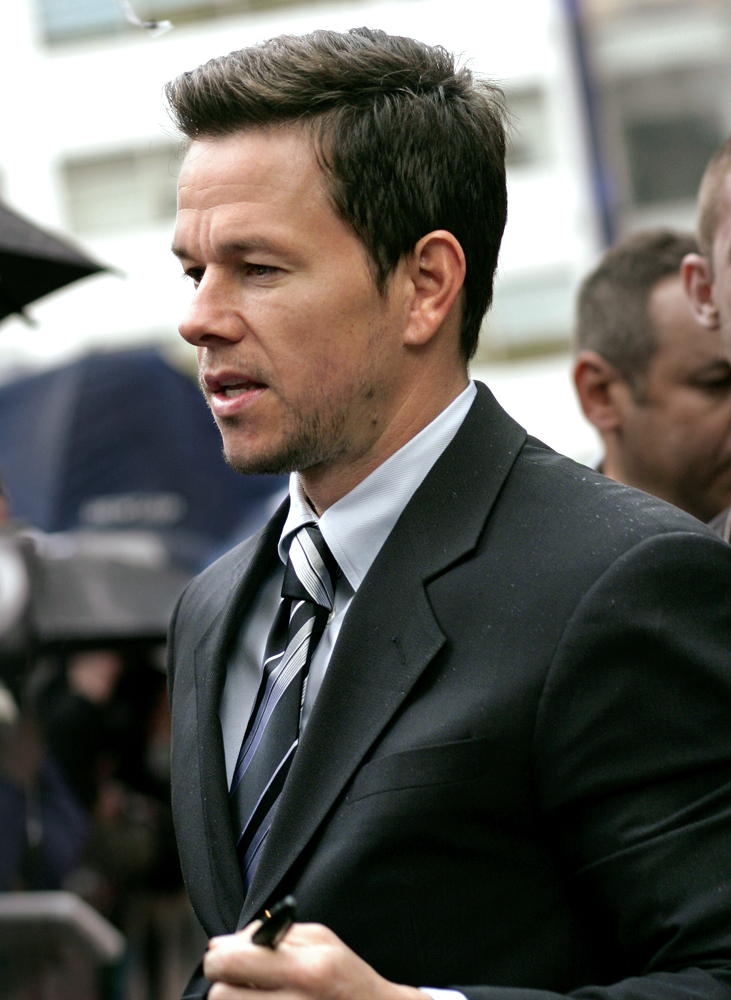
Mark Wahlberg

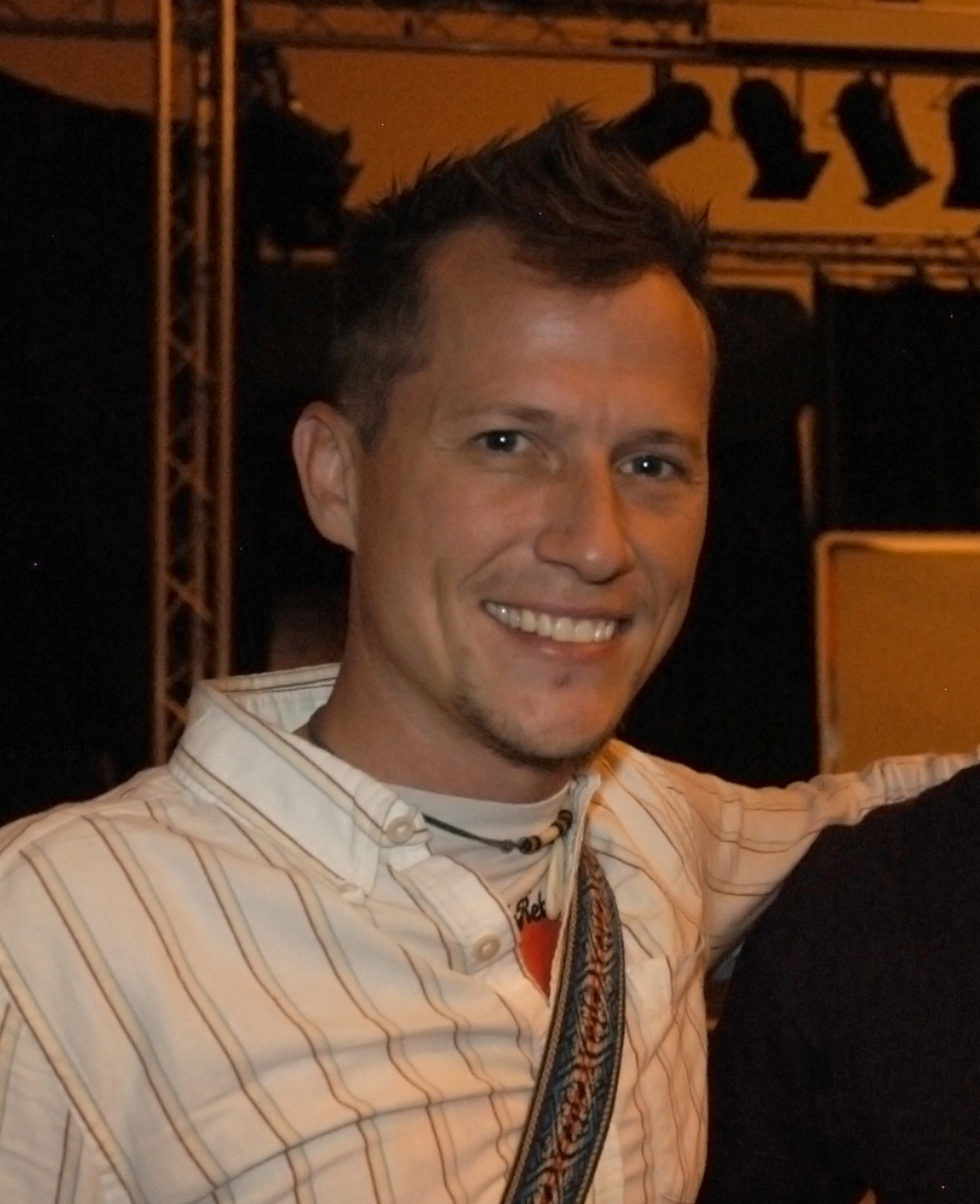
Corin Nemec

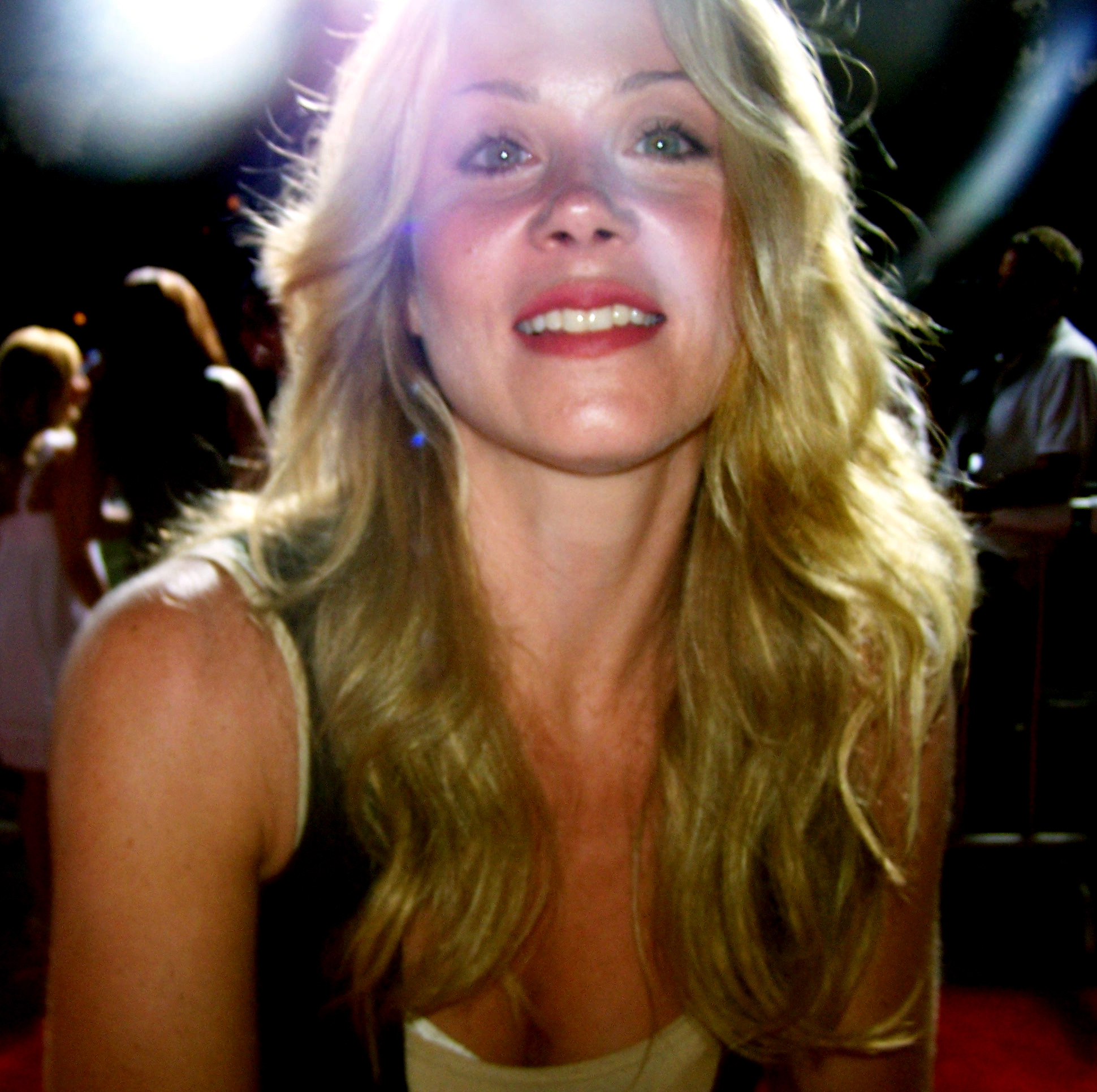
Christina Applegate

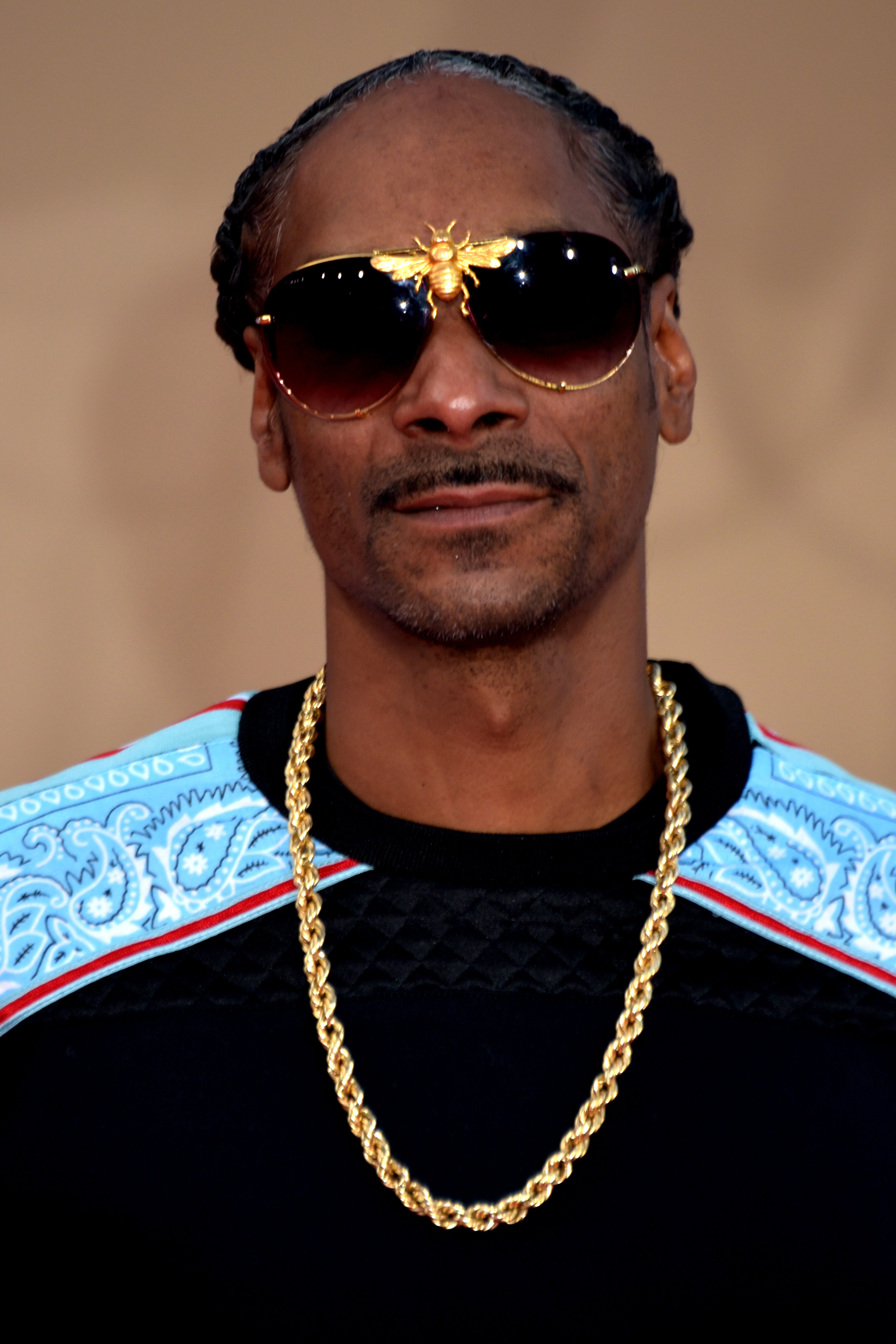
Snoop Dogg

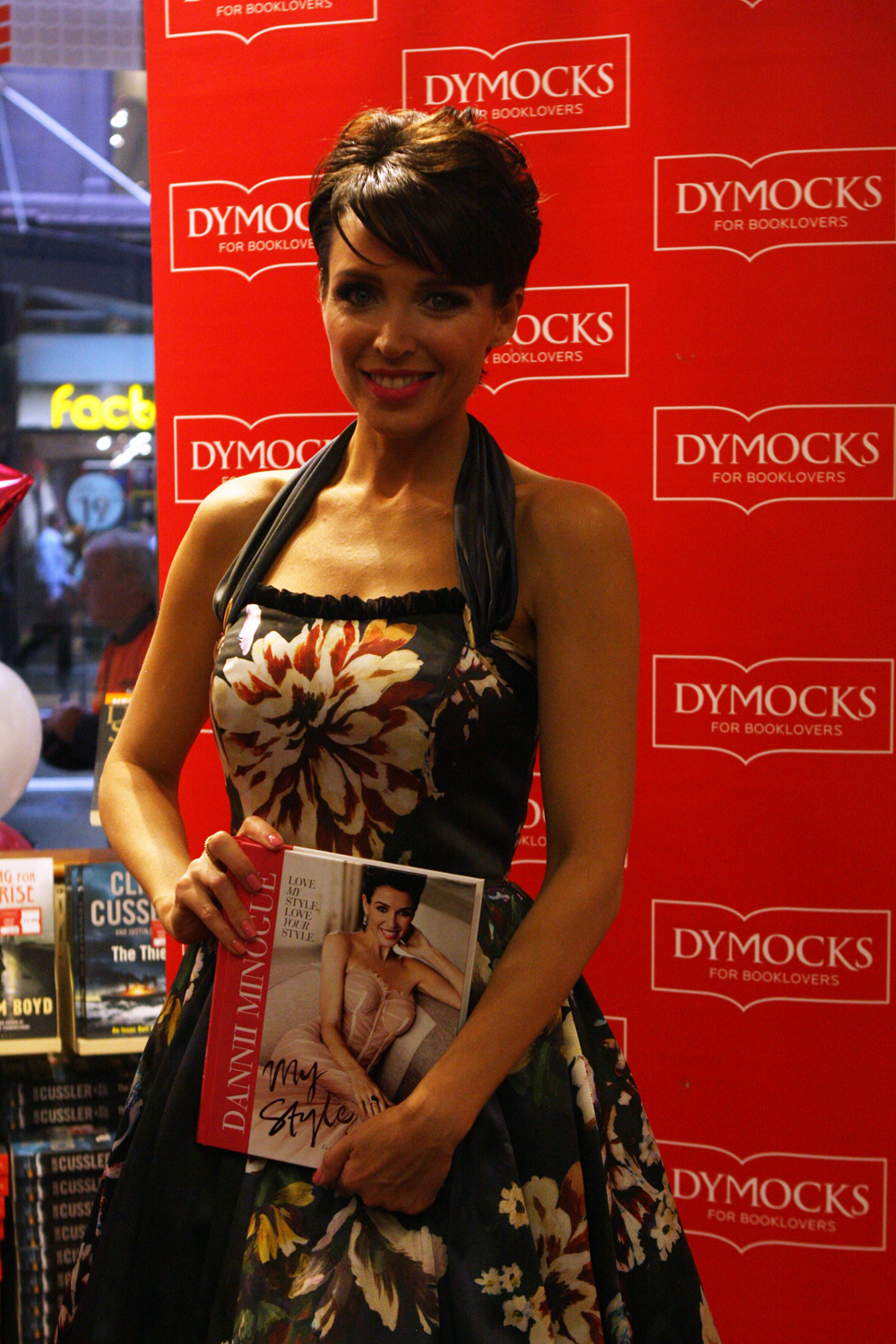
Dannii Minogue

- január 12. – Tommy Puett amerikai színész
- január 18. - Josep Guardiola spanyol labdarúgó, edző, az FC Barcelona történetének legeredményesebb edzője
- január 20. – Hüttner Csaba kenus
- február 3. – Kiss Attila karatemester
- február 16. – Rogier Blokland nyelvész, a finnugrisztika professzora
- február 23. – Angela Alsobrooks amerikai jogász és politikus
- február 25. – Sean Astin amerikai színész
- február 28. – Homonnay Zsolt színész
- március 11. – Johnny Knoxville amerikai televíziós személyiség
- március 15.
  - Zdeslav Vrdoljak horvát vízilabdázó
  - Jason Wilcox angol válogatott labdarúgó, edző, cselgáncsozó
- március 17. – Pachmann Péter magyar műsorvezető
- március 25. – Tokaji Zsolt író, műfordító, orientalista
- március 26. – Hadas Krisztina magyar újságíró, szerkesztő, riporter, egyetemi oktató († 2024)
- március 27. – David Coulthard skót Formula–1-es autóversenyző
- március 29. – Csihar Attila black metal énekes, zenész
- március 31. – Bartus István dzsúdómester, edző
- április 3. – Július Nôta szlovák labdarúgó, a DVTK egykori kapusa († 2009)
- április 9. – Jacques Villeneuve kanadai autóversenyző, Formula–1-es világbajnok
- április 16. – Schobert Norbert fitneszedző
- április 23. – Török Ferenc magyar filmrendező
- május 1. – Ulveczki Zoltán magyar labdarúgó
- május 10. – David Lelei kenyai atléta († 2010)
- május 14. – Sofia Coppola amerikai filmrendező, forgatókönyvíró, producer, színésznő
- május 18. – Lackfi János író, költő, tanár
- május 26. – Matt Stone, a South Park című tévésorozat egyik készítője
- május 27. – Paul Bettany, brit színész
- május 31. – Samantha Albert jamaicai műlovagló
- június 3. – Jean-Philippe Biojout francia basszbariton operaénekes
- június 4. – Noah Wyle színész, a Vészhelyzet című sorozat Carter doktora
- június 5. – Mark Wahlberg amerikai rapper, színész és producer
- június 13. – Kovács Vanda magyar színésznő
- június 16. – Tupac Shakur amerikai rapper, dalszövegíró, és színész († 1996)
- június 21. – Nagy Zsolt, romániai magyar politikus
- június 26. – Max Biaggi motorversenyző
- június 28. – Kulcsár Krisztián magyar vívó
  - Elon Musk dél-afrikai mérnök, vállalkozó
- július 1. – Missy Elliott amerikai énekesnő
- július 16. – Corey Feldman amerikai színész, producer
- július 19. – Vitalij Klicsko sokszoros bajnok ökölvívó
- augusztus 1. – Alvinczy Imre magyar ügyvéd, politikus, országgyűlési képviselő (* 1897)
- augusztus 4. – Jeff Gordon amerikai autóversenyző
- augusztus 4. – Yo-Yo afrikai-amerikai zenésznő
- augusztus 10. – Roy Keane ír labdarúgó
- augusztus 11.
  - Csőre Gábor magyar színész
  - Gajda Péter MSZP-s politikus, Kispest polgármestere
- augusztus 12. – Pete Sampras amerikai teniszező
- augusztus 22. – Richard Armitage angol színész
- augusztus 26. – Thalía mexikói énekes-színésznő
- augusztus 26. – Carlos Pérez kubai-magyar kettős állampolgárságú kézilabdázó
- augusztus 28. – Daniel Goddard ausztrál-amerikai színész, modell (Dar, a vadak ura)
- szeptember 1. – Hakan Şükür török labdarúgó
- szeptember 2. – Verbay Zsolt orgonaművész, egyházzenész, karnagy, zenetanár
- szeptember 6. – Dolores O’Riordan ír zenész, énekes-dalszövegíró(† 2018)
- szeptember 10. – Huszárik Kata színésznő
- szeptember 10. – Molnár Lajos videografikus (MTV)
- szeptember 13. – Stella McCartney angol divattervező
- szeptember 15. – Josh Charles amerikai színész
- szeptember 18. – Lance Armstrong amerikai kerékpáros
- szeptember 20. – Henrik Larsson svéd labdarúgó
- szeptember 22. - Márta Lujza norvég hercegnő
- szeptember 28. – Alekszej Nyikolajevics Ovcsinyin – orosz űrhajós
- szeptember 29. – Seder Gábor magyar színész, szinkronszínész
- október 13.
  - Sacha Baron Cohen brit komikus
  - Germuska Pál magyar történész, levéltáros, egyetemi oktató
- október 14.
  - Jorge Costa portugál labdarúgó
  - Jyrki Katainen finn politikus
- október 20.
  - Snoop Dogg
  - Dannii Minogue
- november 5. – Corin Nemec amerikai színész
- november 16. – Alekszandr Vlagyimirovics Popov olimpiai bajnok orosz úszó
- november 17. – Árpa Attila német-magyar színész, rendező
- november 18. – Jäkl Antal labdarúgó (Győri ETO FC)
- november 21. – Náksi Attila (Dj. Náksi), magyar DJ, zeneszerző, producer
- november 23. – Pokorny Lia magyar színésznő
- november 25. – Christina Applegate amerikai színésznő
- november 28. – Barna T. Attila költő, kritikus, újságíró
- december 3. – Till Attila műsorvezető
- december 4. – Wéber Gábor autóversenyző és televíziós szakkommentátor
- december 9. – Alekszandr Babcsenko kirgiz sportlövő, olimpikon
- december 18. – René Hake holland labdarúgó és edző
- december 20. – Erős Károly magyar válogatott labdarúgó
- december 23. – Corey Haim amerikai színész és producer
- december 24. – Ricky Martin Puerto Ricó-i énekes
- december 25. – Dido brit énekesnő
- december 26. – Jared Leto amerikai zenész és színész
- december 30. – Máté Angi erdélyi magyar író

## Halálozások
- január 9. – Vendl Aladár magyar geológus, petrográfus, az MTA rendes tagja (* 1886)
- február 3. – Körner József Kossuth- és Ybl Miklós-díjas építész (* 1907)
- február 5. – Rákosi Mátyás politikus, pártfőtitkár, a minisztertanács elnöke (* 1892)
- február 5. – Dudich Endre Kossuth-díjas egyetemi tanár, akadémikus (* 1895)
- március 9. – Jankovich Ferenc író, költő (* 1907)
- március 24. – Kiss Manyi Jászai Mari-díjas színésznő (* 1911)
- április 6. – Igor Sztravinszkij orosz zeneszerző (* 1882)
- május 13. – Bányai János tanár, geológus, muzeológus, a Székelység című folyóirat alapítója és szerkesztője.(* 1886)
- május 17. – Fettich Nándor régész, ötvös, az MTA tagja (* 1900)
- május 18. – Czermann Antal magyar publicista, politikus, miniszteri tanácsos, országgyűlési képviselő (* 1885)
- június 5. – Lukács György filozófus, esztéta, egyetemi tanár (* 1885)
- június 24. – Kuthy Sándor agrokémikus, biokémikus, az MTA tagja (* 1904)
- június 26. – Széchenyi Károly földbirtokos, üzletember (* 1906)
- június 30. – A Szojuz–11 legénysége:
  - Georgij Dobrovolszkij (* 1928)
  - Viktor Pacajev (* 1933)
  - Vlagyiszlav Volkov (* 1935)
- július 3. – Jim Morrison rockzenész, a The Doors énekese (* 1943)
- július 6. – Louis Armstrong, a jazz úttörő zenésze (* 1901)
- július 21. – Dusóczky Andor orvos, az első magyar okleveles sportorvos (* 1900)
- július 31. – Devecseri Gábor író, költő műfordító (* 1917)
- augusztus 15. – Lukács Pál magyar származású Oscar- és Golden Globe-díjas színész (* 1894)
- augusztus 18. – Konkoly-Thege Kálmán magyar honvéd huszárezredes, országgyűlési képviselő (* 1880)
- szeptember 9. – Bethlen Pál magyar ügyvéd, nagybirtokos, felsőházi tag (* 1883)
- szeptember 11. – Nyikita Szergejevics Hruscsov szovjet vezető (* 1894)

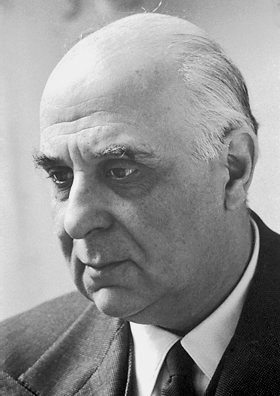
Jorgosz Szeferisz

- szeptember 20. – Jórgosz Szeférisz irodalmi Nobel-díjas (1963) görög költő, író és diplomata (* 1900)
- szeptember 29. – François Claessens olimpiai ezüstérmes belga tornász (* 1897)
- szeptember 30. – Adorján Imre csíki földbirtokos, közéleti szereplő, lapszerkesztő, magyarországi országgyűlési képviselő (* 1884)
- október 13. – Kemény János erdélyi író (* 1903)
- október 29. – Arne Tiselius svéd Nobel-díjas biokémikus (* 1902)
- október 31. – Gerhard von Rad német protestáns teológus (* 1901)
- november 19. – Juhász Árpád Munkácsy Mihály-díjas magyar ötvösművész (* 1936)
- november 21. – Ugray György magyar szobrász (* 1908)
- november 22. – Zakariás József, az Aranycsapat kiemelkedő középpályása (* 1924)
- november 23. – Árkay Bertalan magyar építész, a modern építészet egyik úttörője (* 1901)
- december 2. – Serflek Gyula magyar mezőgazdász, politikus (* 1911)

## Nobel-díjak
| Fizikai            | Gábor Dénes magyar fizikus |
| Kémiai             | Gerhard Herzberg           |
| Orvosi-fiziológiai | Earl W. Sutherland, Jr.    |
| Irodalmi           | Pablo Neruda               |
| Béke               | Willy Brandt               |
| Közgazdasági       | Simon Kuznets              |